# Buoni a nulla
Buoni a nulla è un film del 2014 diretto da Gianni Di Gregorio.
Il film è stato presentato al Festival internazionale del film di Roma 2014.

## Trama
Roma. Gianni Brandani è un uomo mite alle soglie della pensione che lavora da impiegato in una struttura pubblica "all'italiana", facendo poco e niente. A casa se la deve vedere con le ingombranti presenze della ex moglie, della figlia che ha appena messo su famiglia e della burbera e anziana inquilina del piano di sotto.
All'improvviso riceve la notizia che per avere la pensione dovrà lavorare altri tre anni in una moderna e più efficiente succursale periferica. In questa succursale vengono fuori tutti i suoi limiti e le sue arretratezze.
Tra i nuovi colleghi vi è Marco, un uomo buono, docile e molto efficiente che fa favori a tutti gli altri, che si approfittano del fatto che non sa dire di no. Inoltre è innamorato della procace collega Cinzia, più giovane di lui, che lo illude. Gianni e Marco stringono amicizia, e imparano a farsi rispettare da tutti.

## Produzione
L'idea del film è venuta in mente a Gianni Di Gregorio dopo aver dialogato per mesi ai giardinetti con un signore che portava a passeggio il suo cane. L'uomo era inizialmente apparso entusiasta e pieno di progetti per il vicino pensionamento, ma era presto divenuto tetro e depresso a causa dell'improvviso differimento della pensione.

## Distribuzione
Il film è uscito nelle sale il 23 ottobre 2014 distribuito da BIM.

## Riconoscimenti
- 2015 - Globo d'oro
  - Candidato come Migliore commedia a Gianni Di Gregorio
  - Candidato per il Migliore attore a Gianni Di Gregorio